# 力天使

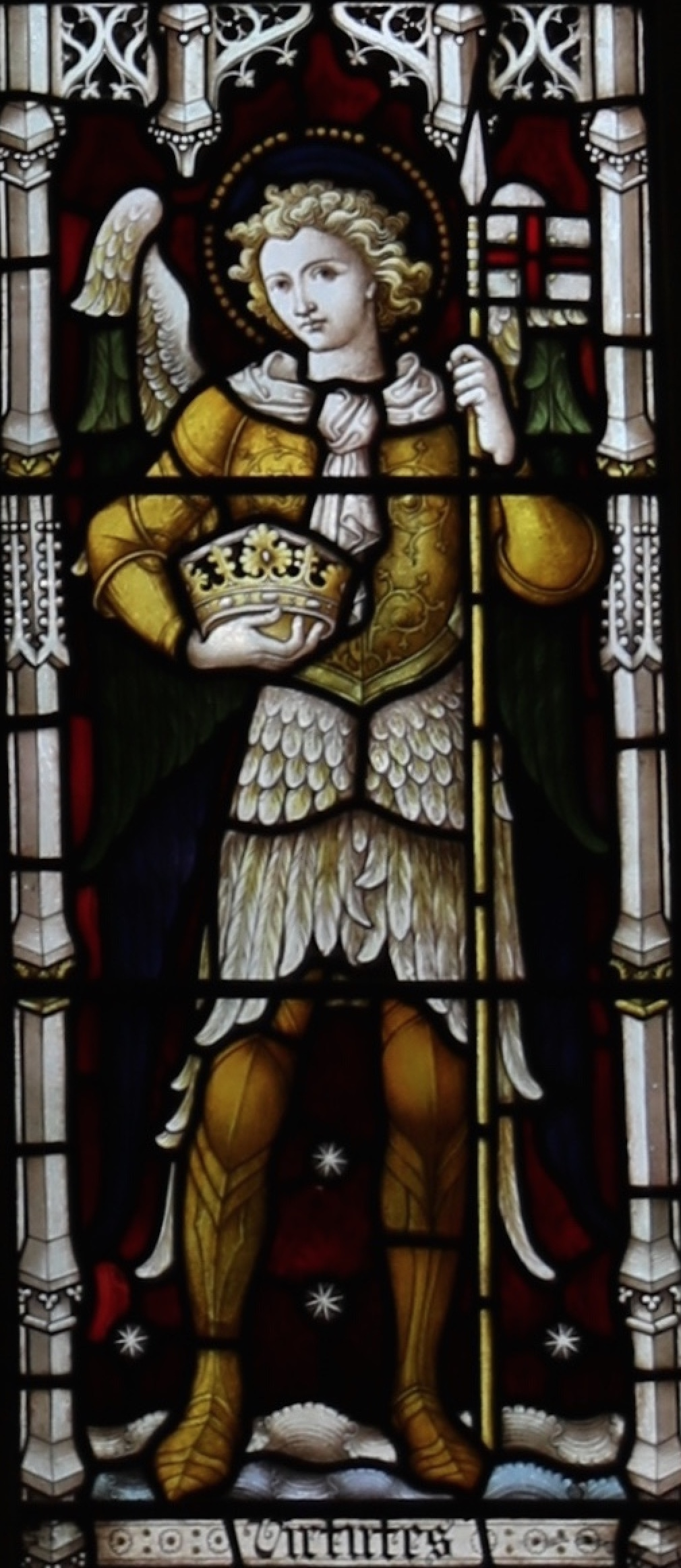
力天使，彩繪玻璃窗，位於英格蘭索莫頓 (索美塞特郡)的聖米迦勒暨諸天使堂 (索莫頓)。

力天使，兩河流域及希伯來文中原稱為、，意涵高潔、美德，因此也常被譯作德天使、神德天使、美德天使及道德天使；東正教譯作威德天使。是神蹟的執行者，英雄與奮戰不懈者的至友，被稱呼為光輝閃耀者（Brilliant Ones）。基督升天、夏娃產長子該隱時亦傳各有二名力天使護持。事實上在基督教的信仰裡，也號稱是上帝所造的第一批戰爭天使、前鋒部隊。属第二级第二等（九級中的第五級）。他們駐守于天與地界限間的危險地帶捍衛天界，防備惡魔侵入，或在人心之中護佑人心的平衡。但此天使沒有出現於《聖經》中，現時天使分類法稱為實出自《神學大全》一書。此一級的天使也有其支配君主，如米迦勒、拉斐爾、漢尼爾、巴比勒及烏西勒。